# هجوم حي الصفا (2016)
في يوم 20 مارس 2016 قام تنظيم الدولة الإسلامية بتنفيذ هجوم مسلح على نقطة أمن في العريش وأسفر ذلك عن مقتل 18 على الأقل من قوات الأمن المصرية بينهم أربعة ضباط، وإصابة سبعة آخرين بجروح خطيرة إثر هجوم مسلح على كمين الصفا على الطريق الدائري جنوب العريش بشمال سيناء.

## ردود الفعل

### الدولية
- الإمارات العربية المتحدة:أدانت وزارة الخارجية الهجوم الإرهابي الذي استهدف كمينا أمنيا بحي الصفا جنوب مدينة العريش بشمال سيناء وادى إلى مقتل واصابة العشرات من رجال الشرطة المصرية.[2]
- اليمن:أعربت اليمن عن إدانتها واستنكارها الشديدين للاعتداء الإرهابي الذي استهدف كمينا أمنيا بمدينة العريش بمحافظة شمال سيناء أمس، وأسفر عن استشهاد وإصابة عدد من رجال الشرطة.[3]
- الأردن:أدان الأردن اليوم الأحد الاعتداء الإرهابى الذي وقع أمس السبت بمدينة العريش وأدى إلى مقتل 13 شرطيا بينهم 4 ضباط وإصابة 12 آخرين أثناء قيامهم بواجبهم الأمنى. مؤكدا تضامنه مع مصر في مواجهة الإرهاب.[4]
- لبنان:دانت وزارة الخارجية اللبنانية اليوم الأحد بشدة الهجوم «الإرهابي» الذي وقع في مدينة (العريش) المصرية امس السبت وادى إلى مقتل 13 شرطيا مصريا واصابة 12 آخرين.[5]
- فرنسا:أكد المتحدث الرسمى باسم وزارة الخارجية الفرنسية رومان نادال، في بيان له أن فرنسا تجدد تضامنها مع مصر حكومة وشعبا في حربها ضد الإرهاب وأعرب البيان عن إدانة فرنسا للحادث الإرهابى في سيناء، متقدمة بخالص تعازيها لأهالى الضحايا.[6]